# Hamrinsberget

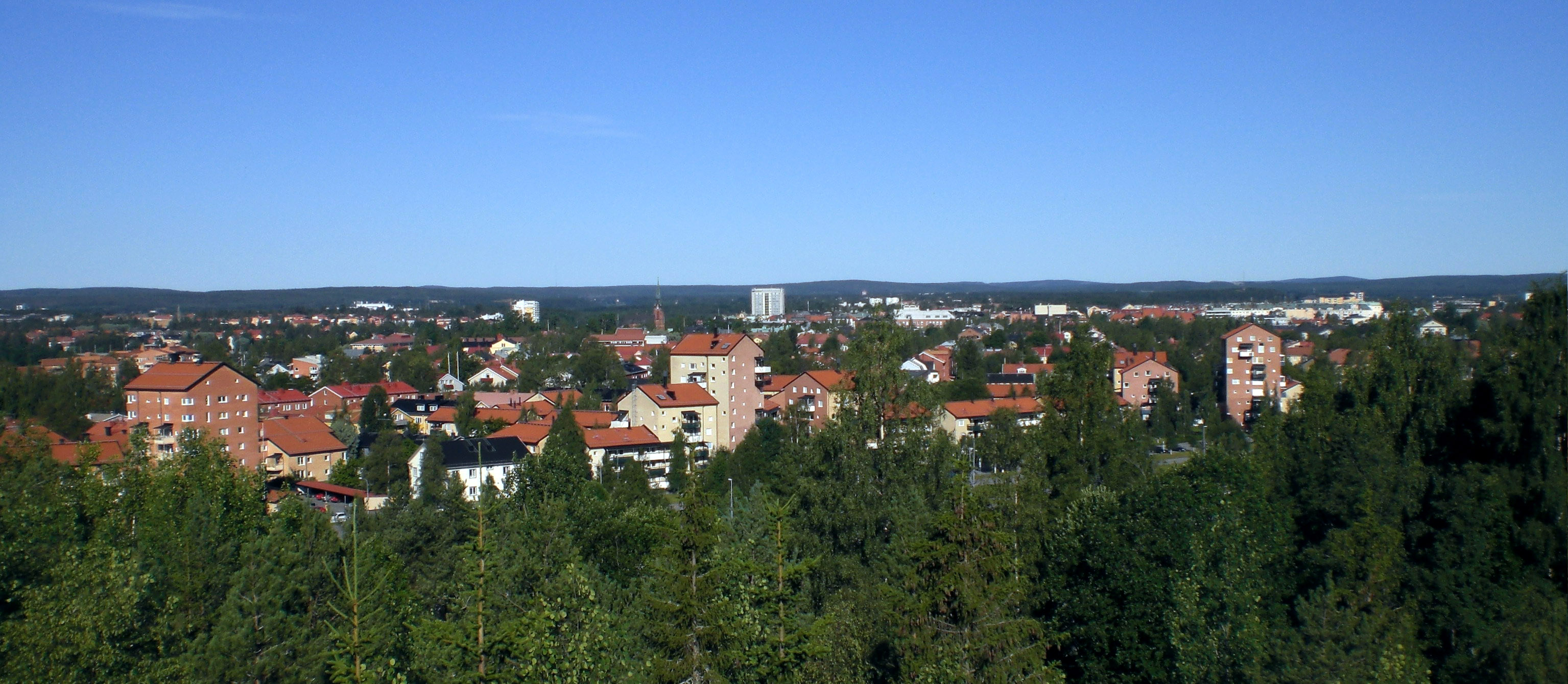
Vy över Umeå från Hamrinsberget (2008)

Hamrinsberget är ett litet berg i Umeå, beläget mellan stadsdelen Berghem och Norrlands universitetssjukhus. På toppen, som reser sig 42 m ö.h., finns god utsikt över staden och Umeälven samt en grillplats. 

## Etymologi
I början av 1800-talet hette berget Stora Öberget och hörde till byn Öns ägor. Sitt nuvarande namn ska berget ha fått efter kronofogden Johan Olof Hamrin (1828–1886) som hade en jordbruksfastighet i närheten.

## Historia
För att säkra vattenförsörjningen till den växande Umeå stad byggdes 1898 en vattenreservoar på Hamrinsberget om 750 kubikmeter. Dit leddes vatten från Nydalasjön. Vattenkvalitén var dock dålig, varför staden 1913 beslöt att i stället ta vatten från en grundvattenbrunn vid Piparbölesjön.
Den 13 februari 1930 invigdes på Hamrinsberget en hoppbacke, som bland annat användes vid skid-SM 1931 och 1941. Tornet hade en fallhöjd på 30 meter och den 88 meter långa underbacken en fallhöjd på 35 meter, vilket dock var för litet för att stå sig i konkurrensen med större anläggningar och hoppbacken revs därför i början av 1950-talet. 
I anslutning till hoppbacken fanns en festplats, kallad Solliden, som drevs av IFK Umeå från 1920- till 1960-tal.